# 1904 en Australie
Chronologie de l'Australie
- 1900
- 1901
- 1902
- 1903
- 1904
- 1905
- 1906
- 1907
- 1908

Cette page concerne les évènements survenus en 1904 en Australie  :

## Évènement
- 22 janvier : Adoption du drapeau de l'Australie-Méridionale.
- 12 novembre : Emprisonnement du parlementaire John Drayton (en).

## Arts et littérature
- Hans Heysen (en) remporte le prix Wynne avec Mystic Morn.

## Sport
- Saison 1903-1904 de l'équipe anglaise de cricket en Australie (en)
- Saison 1904 de la Metropolitan Rugby Union (en) (rugby à XV)
- Melbourne Cup de 1904 (en) (course hippique)
- Saison de 1904 de football australien (en)
- Participation de l'Australie aux Jeux olympiques de Saint-Louis.

### Création de club
- Bungaree Football Club (en)
- Diamond Creek Football Club (en)
- Tallygaroopna Football Club (en)
- Wallan Football Club (en)
- Whittlesea Football Club (en)

## Naissance
- John Antill, compositeur.
- Hubert Opperman, cycliste.
- Roland Wilson (en), économiste.

## Décès
- Graham Berry, premier ministre de l’État de Victoria.
- Edward Braddon (en), premier ministre de Tasmanie.
- George Cruickshank (en), personnalité politique.
- George Dibbs, premier ministre de la Nouvelle-Galles du Sud.
- Alfred Felton (en), entrepreneur et philanthrope.
- William Shiels (en), personnalité politique.